# Калейдоскоп ужасов (фильм)
«Калейдоскоп ужасов» (англ. Creepshow) — комедийный фильм ужасов-антология, вышедший на экраны в 1982 году. Режиссёром фильма является Джордж Ромеро, а сценаристом — писатель Стивен Кинг; для него этот фильм стал дебютным в качестве киносценариста. Фильм, состоящий из пяти новелл, отдаёт дань уважения хоррор-комиксам 1950-х годов (в частности, «Байкам из склепа»). Спецэффекты в фильме создал Том Савини. После успеха фильма в 1987 и 2006 годах вышли два сиквела.
Две новеллы — экранизации рассказов Стивена Кинга «Сорняк» и «Ящик», остальные три были написаны специально для фильма.

## Сюжет

### Пролог
Стэн Хопкинс, несмотря на протесты своей жены, отбирает у своего сына Билли (при этом ударив его) журнал комиксов «Калейдоскоп ужасов» и выбрасывает его в уличный мусорный контейнер. Вскоре после этого за окном комнаты Билли появляется призрак.

### День отца
Сильвия Грэнтэм встречается со своим племянником Ричардом, своей племянницей Кэсс и её новым мужем Хэнком Блейном в поместье Грэнтэмов на ежегодном семейном ужине в честь Дня отца. Сильвия рассказывает Хэнку историю жизни своей двоюродной бабушки Беделии, которая 6 лет назад убила своего богатого отца Нейтана Грэнтэма, ударив его по голове мраморной пепельницей после навязчивого желания получить свой праздничный торт в честь Дня отца и постоянных оскорблений в её адрес («последней каплей» для Беделии стал организованный Нейтаном смертельный «несчастный случай на охоте», который унёс жизнь её жениха Питера Ярбро).
Беделия прибывает в поместье Грэнтэмов и идёт к могиле Нейтана на семейном кладбище. Положив цветок к могиле своего отца, она рассказывает, что до сих пор сожалеет о его убийстве и при этом признаётся, что Сильвия инсценировала убийство Нейтана как несчастный случай с целью украсть и распределить его состояние между остальными членами семьи. После этого из могилы внезапно выбирается оживший и разложившийся труп Нейтана (всё ещё требующий праздничный торт, который он так и не получил) и убивает Беделию. После этого Нейтан продолжает убивать остальных членов своей семьи — телекинетически обрушивает на Хэнка надгробие своей могилы, убивает миссис Дэнверс (кухарку) и сворачивает шею Сильвии. В финале новеллы Нейтан появляется перед шокированными Кэсс и Ричардом с отрубленной головой Сильвии на подносе, украшенной кремом и зажжёнными свечами.

### Одинокая смерть Джорди Веррилла
Чудаковатый фермер Джорди Веррилл становится очевидцем падения метеорита. Добежав до места его падения, Джорди случайно дотрагивается до метеорита и обжигает себе пальцы; после этого в своих фантазиях он представляет, как продаёт метеорит в кафедру местного колледжа за 200 долларов. Соблюдая меры предосторожности, Джорди обливает метеорит водой и в итоге тот раскалывается на две ровные половинки, в которых оказывается светящаяся зелёная жидкость; в своих фантазиях Джорди снова представляет, что теперь за расколотый метеорит он не получит от кафедры и двух центов. Джорди, расстроенный своей неудачей, выливает зелёную жидкость в кратер на месте падения метеорита и, взяв с собой обе его половинки, уходит в свой дом.
Вскоре Джорди обнаруживает, что его пальцы покрылись зелёной субстанцией, похожей на плесень. Он решает вызвать доктора, но передумывает после того, как он снова представляет в своих фантазиях, что доктор решит ампутировать Джорди пальцы без анестезии. Со временем зелень продолжает расти из кратера по всей ферме Джорди, на всех предметах, к которым прикасался Джорди, и затем на его теле, вызывая сильный зуд. Джорди впадает в панику от роста зелени и пытается успокоиться, смешав себе коктейль из водки «Popov» и апельсинового сока; после этого Джорди засыпает.
Некоторое время спустя Джорди просыпается и с ужасом видит, что зелень покрыла почти весь дом (и внутри и снаружи) и наполовину покрыла его тело. Джорди начинает набирать ванну, чтобы унять зуд в теле, но его внезапно посещает призрак его покойного отца, который предостерегает его от этого, говоря, что растению нужна вода и если он залезет в ванну, он умрёт. Но Джорди всё же не выдерживает и садится в ванну.
На следующее утро ферма Джорди полностью покрыта плотным слоем инопланетной растительности, а сам Джорди, превратившийся в гигантский сорняк в форме человека, в отчаянии кончает жизнь самоубийством, застрелившись из ружья. После этого телевизионный прогноз погоды объявляет, что следующей ночью ожидается дождь, а растительность потянулась от фермы Джорди к близлежащим городам (на дорожных указателях значатся: «Касл-Рок — 5 километров; Портленд — 37 километров; Бостон — 188 километров»).

### Пусть прилив тебя накроет
Злой и циничный миллионер Ричард Викерс навещает Гарри Уэнтворта, любовника своей жены Бекки. Затем они отправляются в Комфорт-Пойнт, где находится уединённый пляжный домик Ричарда. После прибытия Ричард показывает Гарри вырытую на пляже яму, похожую на могилу и, наставив на него пистолет, заставляет Гарри залезть в неё и начать закапываться; Гарри в итоге оказывается закопанным в песок по шею ниже линии прилива.
Затем Ричард устанавливает рядом с Гарри телекамеру с замкнутым контуром и видеомагнитофон; также он приносит телевизор, на котором Гарри видит Бекки, также закопанную в песок по шею дальше по пляжу, где воды прилива уже добрались до неё. Затем Ричард говорит Гарри, что у него и Бекки есть шанс выжить — если они смогут достаточно долго задержать дыхание (в то время как песок разрыхлится после того, как вода накроет их полностью), то они смогут выкопаться и спастись. После этого Ричард возвращается в свой пляжный домик, где, потягивая коктейль, с большим удовлетворением наблюдает, как Гарри и Бекки медленно тонут в воде; Гарри за несколько секунд до гибели (смотря прямо в камеру) клянётся отомстить Ричарду.
Вечером того же дня Ричард возвращается к «могиле» Гарри, чтобы забрать видеокассету, но не находит его тела; в итоге он решает, что тело Гарри унесло течением и при этом не видит две пары следов, вышедших из воды. Той же ночью Ричард слышит за дверью своего домика голоса, зовущие его по имени; открыв дверь, он видит оживших и покрытых водорослями Гарри и Бекки, намеревающихся отомстить своему убийце. Ричард стреляет в них, но когда пули не действуют, он в испуге баррикадируется в одной из комнат, но, обернувшись, видит перед собой Гарри и Бекки и впадает в дикий ужас.
В финале новеллы Гарри и Бекки закапывают Ричарда на пляже в песок по шею, ставят рядом с ним его телекамеру (покрытую водорослями) и видеомагнитофон и уходят обратно в воду. По мере того, как снова начинается прилив, потерявший рассудок Ричард кричит: «Я умею задерживать дыхание надолго! Надолго!».

### Ящик
Уборщик Университета Хорликса Майк Латимер роняет подброшенный четвертак и тот закатывается за решётку под лестницей. Пытаясь достать монету, он обнаруживает под лестницей деревянный ящик с надписью: «Отправить в Университет Хорликса через Джулию Карпентер. Арктическая экспедиция. 19 июня 1834 года». Он звонит профессору Декстеру Стэнли, вызывая его с преподавательского собрания, на котором также присутствуют лучший друг Декстера, профессор Генри Нортрап, и его агрессивная жена Вилма, постоянно унижающая своего мужа; Генри регулярно фантазирует об убийстве Вилмы, но он по натуре слишком робок, чтобы совершить его.
Стэнли встречает Майка в Амберсон-Холле и затем они вместе вынимают ящик из-под лестницы и переносят его в ближайшую лабораторию, где после нескольких попыток открывают его. После этого Майк засовывает свою руку внутрь ящика и издаёт крик боли, а после этого нечто затаскивает Майка в ящик и одновременно съедает его заживо. В ужасе убежав из лаборатории, Декстер натыкается на аспиранта Чарли Гересона и рассказывает ему о случившемся; тот соглашается посмотреть на ящик с монстром, несмотря на скептицизм. Войдя в лабораторию, покрытую кровью, Декстер и Чарли обнаруживают, что ящик со стола в лаборатории переместился обратно под лестницу, где они обнаруживают ботинок Майка. Чарли осматривает ящик поближе и в этот момент на него нападает монстр с огромными зубами (похожий на человекообразную обезьяну) и убивает его.
В ужасе Декстер прибегает к Генри, рассказывает ему обо всём произошедшем с момента обнаружения ящика (при этом показав ему ботинок Майка) и настаивает на том, что от монстра нужно избавиться. Увидев в монстре идеальный способ избавиться от своей жены, Генри верит рассказу друга. После этого Генри подсыпает в напиток Декстера снотворное и пишет Вилме записку, в которой указывает, что Декстер предположительно облапал студентку; это заставляет Вилму приехать в Амберсон-Холл, где Генри к её приезду навёл полный порядок. Затем Генри заманивает приехавшую Вилму под лестницу и толкает её к ящику, пытаясь вызвать монстра, но тот не показывается. Вилма обрушивает на мужа поток унижений и оскорблений и в этот момент монстр вылезает из ящика, набрасывается на Вилму и убивает её.
На следующее утро Генри рассказывает Декстеру, что снова запечатал монстра в ящике и сбросил его в затопленный Рейдерский карьер; также он убеждает друга, что монстр утонул и опасность им больше не грозит. Но в финале новеллы ящик на дне карьера разлетается на куски, и монстр выплывает на поверхность.

### Они наползают на тебя
Страдающий мизофобией жестокий бизнес-магнат Апсон Прэтт живёт в герметично закрытом и стерильно чистом пентхаусе, оборудованном электрическими замками и камерами видеонаблюдения и осуществляет все контакты с внешним миром по телефону и в основном со своими сотрудниками. Прэтту звонит Джордж Гендрон (один из его подчинённых) по поводу недавнего поглощения компанией Прэтта («Pratt International») компании «Pacific Aerodyne» и сообщает ему, что её директор Норман Кастонмейер покончил жизнь самоубийством; эта новость вызывает радость у Прэтта.
До и во время разговора с Гендроном Прэтт начинает замечать в своём пентхаусе ненавидимых им тараканов и убивать их. Вскоре Прэтту звонит Ленор Кастонмейер (вдова Нормана), которая со слезами на глазах вспоминает последние минуты жизни своего мужа и проклинает Прэтта за то, что он стал причиной его смерти. После обнаружения кусочков тараканов в своём кухонном комбайне Прэтту звонит управляющий Карл Рейнольдс, находящийся в этот момент в отпуске в Орландо. Прэтт заставляет Рейнольдса под угрозой увольнения позвонить разнорабочему мистеру Уайту для вызова дезинсектора.
Вскоре после этого Прэтт обнаруживает тараканов на кухне и безуспешно пытается раздавить их. Вскоре приходит мистер Уайт и говорит Прэтту, что дезинсектор уже едет. Внезапно во всём здании отключается свет и сотни тараканов также внезапно вылезают из каждого угла и щели в пентхаусе Пратта. Прэтт включает аварийное освещение и безуспешно пытается вызвать полицию, а мистер Уайт из-за отключения электричества застрял в лифте. Спасаясь от тараканов, Прэтт запирается в комнате с климат-контролем, где ему снова звонит Ленор и желает долгой и мучительной смерти; во время этого звонка Прэтт сдёргивает с дивана шевелящееся покрывало и прятавшаяся под ним стая тараканов набрасывается на Прэтта, вызывая у него остановку сердца.
Когда в здании снова включают электричество, пентхаус Прэтта абсолютно чист и все тараканы исчезли. Приходит мистер Уайт и снова вызывает Прэтта, но тот не отвечает. Лежащее на диване в комнате с климат-контролем тело Прэтта начинает корчиться и из него наружу вылезают сотни тараканов.

### Эпилог
Утром следующего дня двое мусорщиков находят журнал «Калейдоскоп ужасов» и, пролистав его, видят в нём рекламу курсов Чарльза Атласа по бодибилдингу и рекламу куклы вуду, но купона заказа этой куклы уже нет. В следующей сцене Стэн жалуется жене на сильные боли в шее, которые вскоре усиливаются; оказалось, что куклу вуду (с частями отцовской одежды и прядью его волос) заказал Билли и с улыбкой на лице втыкает в неё иглы, мстя отцу за выброшенный журнал.

## В ролях

##### Пролог / эпилог
- Джо Хилл — Уильям (Билли) Хопкинс

- Том Аткинс — Стэнли (Стэн) Хопкинс, отец Билли
- Айва Джин Сарачени — миссис Хопкинс, мать Билли
- Марти Шифф — 1-й мусорщик
- Том Савини — 2-й мусорщик

##### День отца
- Джон Лормер — Нейтан Грэнтэм
- Вивека Линдфорс — Беделия Грэнтэм
- Керри Най — Сильвия Грэнтэм
- Эд Харрис — Хэнк Блейн
- Элизабет Риган — Кассандра (Кэсс) Блейн
- Уорнер Шук — Ричард Грэнтэм

##### Одинокая смерть Джорди Веррилла
- Стивен Кинг — Джорди Веррилл
- Джон Коликос — отец Джорди / доктор / директор Кафедры метеоритов

##### Пусть прилив тебя накроет
- Лесли Нильсен — Ричард Викерс
- Тед Дэнсон — Гарри Уэнтворт
- Гэйлен Росс — Ребекка (Бекки) Викерс

##### Ящик
- Хэл Холбрук — Генри Нортрап
- Фриц Уивер — Декстер Стэнли, профессор
- Эдриенн Барбо — Вилма Нортрап, жена Генри
- Дон Кифер — Майкл (Майк) Латимер, уборщик
- Роберт Харпер — Чарльз (Чарли) Гересон, аспирант

##### Они наползают на тебя
- Э. Г. Маршалл — Апсон Прэтт
- Нед Битти — Боб Бин (голос)

## Факты
- Спецэффекты к фильму создал Том Савини.
- Мальчика Билли Хопкинса в прологе сыграл Джо Хилл, старший сын Стивена Кинга[3];
- Во всех пяти новеллах в различных сценах встречается одна и та же мраморная пепельница.
- В финале новеллы «Одинокая смерть Джорди Веррилла» на одном из дорожных указателей указан Касл-Рок — вымышленный город, в котором происходит действие большинства произведений Кинга.
- Имена главных персонажей рассказа «Ящик» — Табита и Ричард; они названы в честь Табиты Кинг (жены Стивена Кинга) и Ричарда Бахмана (псевдонима Кинга)[3].
- В новелле «Одинокая смерть Джорди Верилла» главный герой смотрит по телевизору фильм 1941 года «Как зелена была моя равнина» режиссёра Джона Форда.
- Обложку журнала комиксов «Калейдоскоп ужасов» по одноимённому фильму создал Джек Кэймен.
- Идея рассказа «Сорняк» и новеллы «Одинокая смерть Джорди Веррилла» родилась у Кинга при прослушивании песни песни группы «Creedence Clearwater Revival» «Оно свалилось с неба» («It Came Out of the Sky»)[3].

## Перезапуск
В июле 2018 года был анонсирован сериал «Калейдоскоп ужасов», который будет продюсировать Грег Никотеро и транслировать сервис «Shudder».
Позднее стало известно, что каждый эпизод сериала будет состоять из двух историй, а первый сезон будет включать в себя 6 серий. Кроме того, подписчики платформы «Shudder» с выходом каждой новой истории будут получать электронную версию комикса по её мотивам. Эпизоды будут основаны на рассказах Стивена Кинга, Джо Хилла и Джо Р. Лансдейла.
В январе 2019 года было сообщено, что сценарист Мэттью Венн перепишет для сериала рассказ Джо Лансдейла «Компаньон» («The Companion»). Сериал же откроет экранизация рассказа Кинга «Тот, кто хочет выжить».
В апреле стало известно, что Грег Никотеро срежиссирует эпизод по рассказу Стивена Кинга «Серая дрянь» из сборника «Ночная смена», а мастер по гриму Том Савини выступит режиссёром серии, основанной на рассказе Джо Хилла «У серебристых вод озера Шамплейн».